# Neverland (BIGMAMAの曲)
『Neverland』（ネバーランド）は、BIGMAMAの2枚目のシングル。2007年9月5日にRX-RECORDSよりリリースされた。

## 概要
前作『BOYS DON'T FLY』から3ヶ月ぶりのリリース。税抜500円のワンコイン価格で販売された、受注生産限定のシングルとなっている。通常盤のみでのリリースとなっている。

## 楽曲解説
Neverland
表題曲。MVが作られている。
RX-RECORDSリリースのオムニバスアルバム『...of newtypes』に収録された楽曲の再録である。
メロディから出来上がっており、曲のラストで「ハッと目覚める」というイメージが出来上がったため、そこから連想してく形で完成された、「大人になりたくない」という意味合いが込められた楽曲。
MVの撮影は、夜の遊園地を貸し切って行われた。
If It Makes You Happy
Sheryl Crowによる楽曲「If It Makes You Happy」のカバー。

## 収録曲
| 全編曲: BIGMAMA。 |                           |                           |                           |      |
| #                 | タイトル                  | 作詞                      | 作曲                      | 時間 |
| 1.                | 「Neverland」             | 金井政人                  | BIGMAMA                   | 3:20 |
| 2.                | 「If It Makes You Happy」 | Sheryl Crow ・ Jeff Trott | Sheryl Crow ・ Jeff Trott | 3:31 |
| 合計時間:         | 合計時間:                 | 合計時間:                 | 合計時間:                 | 6:51 |